# 马克西米利安·朱利亚尼
马克西米利安·朱利亚尼（英語：Maximillian Giuliani，2003年7月3日—），澳大利亚男子游泳运动员，2023年世界杯布达佩斯站男子200米自由泳金牌得主、2024年夏季奥林匹克运动会男子4×200米自由泳接力铜牌得主。